# Digoel (rivier)
De Digoel (Indonesisch: Sungai Digul) is een 525 kilometer lange rivier op het eiland Nieuw-Guinea, gelegen in het zuiden van de Indonesische provincie Papoea. De rivier ontspringt op de zuidelijke hellingen van het Maokegebergte en stroomt eerst naar het zuiden en vervolgens naar het westen, om uit te monden in de Arafurazee. Het grootste deel van de slingerende loop bevindt zich in een laaglandgebied met uitgestrekte moerassen. Bij de monding nabij het eiland Yos Sudarso (of Dolak; het vroegere Frederik Hendrikeiland) vormt de Digoel een grote delta. De rivier is bevaarbaar vanaf Tanahmerah. Andere havens aan de rivier zijn Bade en Mapi. In de regentijd treedt de rivier buiten haar oevers. Bij Tanah Merah bevond zich tussen 1928 en 1942 het strafkamp Boven-Digoel. Het huidige regentschap Boven Digoel is vernoemd naar de rivier.